# عوز المناعة المشترك الشديد
العوز المناعي المشترك الشديد: ويعرف أيضًا بـغياب الخلايا الليمفاوية أو متلازمة جلينزمان-رينكر أو عدم التنسج الليمفاوي بالغدة الزعترية. وقد يعرف المرض أحيانًا بـمرض الولد الفقاعة وترجع التسمية إلى قصة الطفل ديفيد فيتر (بالإنجليزية: David Vetter)‏ المصاب بالمرض والذي تم احتجازه في فقاعة لتعزله عزلًا تامًا عن البيئة المحيطة لتقليل فرصة تعرضه لأي نوع من أنواع العدوى. وهو اضطراب وراثي نادر يتسبب في غياب بعض خلايا الجهاز المناعي (الخلايا اللمفاوية تي، بي، والخلايا القاتلة الطبيعية)، المسؤولة عادة عن حماية الجسم من هجمات البكتيريا. كما يتضمن المرض خلل في استجابة الأجسام المضادة وذلك إما بسبب خلل في الخلايا المناعية (بي)، أو في وظيفة الخلايا المناعية (تي المساعدة). ويعد عوز المناعة المشترك الشديد أشد أنواع أمراض نقص المناعة. ويرجع سبب المرض إلى تشوهات وطفرات في 9 جينات تم اكتشافها حتى الآن. غالبا ما يتعرض مرضى عوز المناعة المشترك إلى عدوى بكتيرية، فيروسية أو فطرية في عمر مبكر جدًا وتظهر أعراض عدوى الرئة، الإسهال المزمن، عدوى الأذن،  ذات الرئة، عدوى كانديدالفم وفشل النمو. في حالة عدم تقديم العلاج المناسب للمريض، كزرع نخاع عظام من متبرع، فإن الموت بسبب العدوى. غالبًا ما يحدث في السنة الأولى من عمر الطفل.

## معدل الانتشار
يصيب عوز المناعة المشترك الشديد طفل من كل 100,000. وحيث أن عوز المناعة المشترك الشديد هو مرض وراثي فإن معدل الإصابة يرتفع في المناطق ذات المعدلات الأعلى في زواج الأقارب. وقد أشارت دراسة أجريت في دولة المغرب إلى وجود قرابة بين الأبوين في حالات الأطفال المصابين بعوز المناعة المشترك الشديد بنسبة 75%. وتشير دراسات إلى انتشار مرض عوز المناعة المشترك بين شعب النافاجو بجنوب غرب أمريكا بنسبة طفل لكل 2,500.

## العلاج
يعد زرع نخاع العظام المنقول من متبرع مطابق (كالأخوة) أو من متبرع نصف متطابق (كالأبوين) أشهر علاج لمرض عوز المناعة المشترك. ويتم معالجة نخاع العظام من شخص نصف متطابق بحيث يتم تقليل فرص حدوث عملية الرفض ضد المضيف (Graft-versus-host disease). وغالبًا ما يحتاج جهاز مناعة المريض وقتًاللتطور في حالة نقل نخاع العظام من متبرع نصف مطابق أكثر من الوقت الذي يستغرقه في حالة نقل نخاع العظام من متبرع متطابق.وفي قصة الطفل (ديفيد فيتر) أو (الطفل الفقاعة) فإن وفاة المريض نتجت عن وجود فيروس مستتر في خلايا نخاع العظام التي تم زرعها له بعد تبرع أخته بها. حاليًا تنجح عمليات الزرع خلال الثلاثة شهور الأولى من عمر المريض في علاجه.كما نجح بعض الأطباء في بعض عمليات نقل نخاع العظام للجنين المصاب أثناء الحياة الجنينة مما يؤهل الجهاز المناعي للجنين للتطور تدريجيًا في بيئة معقمة ومهيأة وهي الرحم.